# باد دربورگ
شهر باد دربورگدر ایالت نوردراین-وستفالن در کشور آلمان واقع شده است.

## نگارخانه

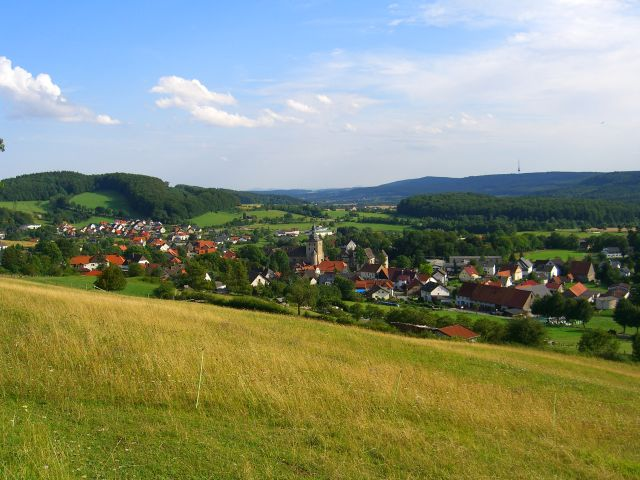
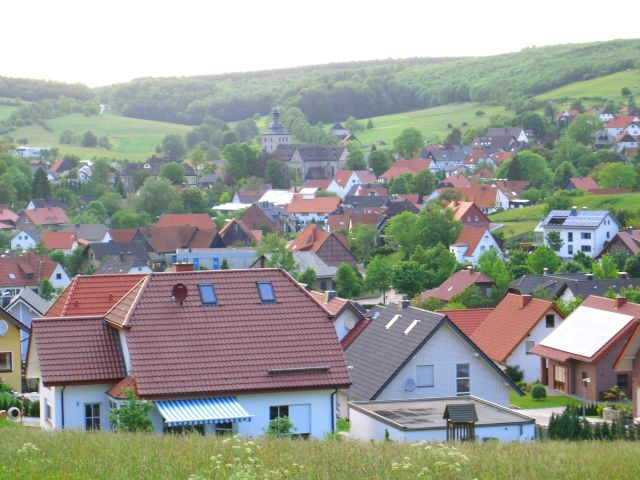
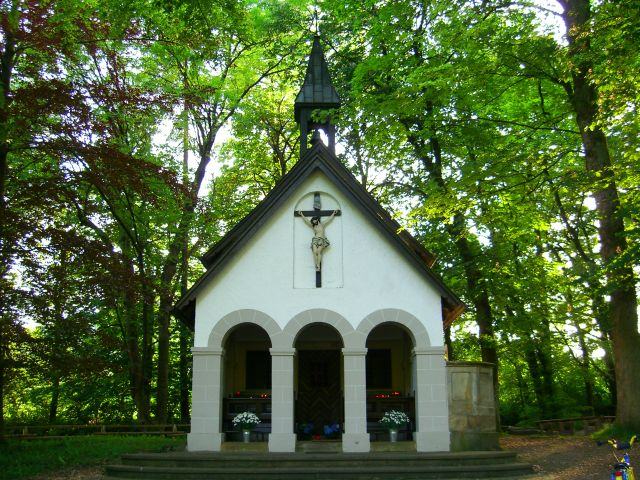
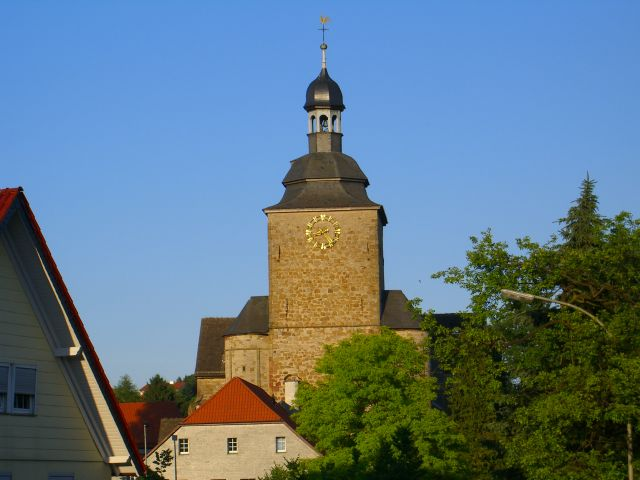